# Portico di Santa Maria Matricolare
Il portico di Santa Maria Matricolare è una struttura di connessione tra varie aree del complesso architettonico della cattedrale di Verona, edificato probabilmente tra il VIII e il IX secolo e ancora in uso.

## Storia
Il portico, costruito forse tra il VIII e il IX secolo, durante il medioevo permetteva il collegamento tra gli edifici di pertinenza vescovile con quelli dei canonici. Infatti nell'area nord-orientale del complesso si trovano gli ambienti ad uso dei primi, quindi il duomo, il battistero di San Giovanni in Fonte e il palazzo del Vescovado, mentre in quella sud-occidentale vi erano i luoghi utilizzati dai secondi, cioè la chiesa di Sant'Elena, il chiostro dei Canonici e gli edifici per la vita comune.

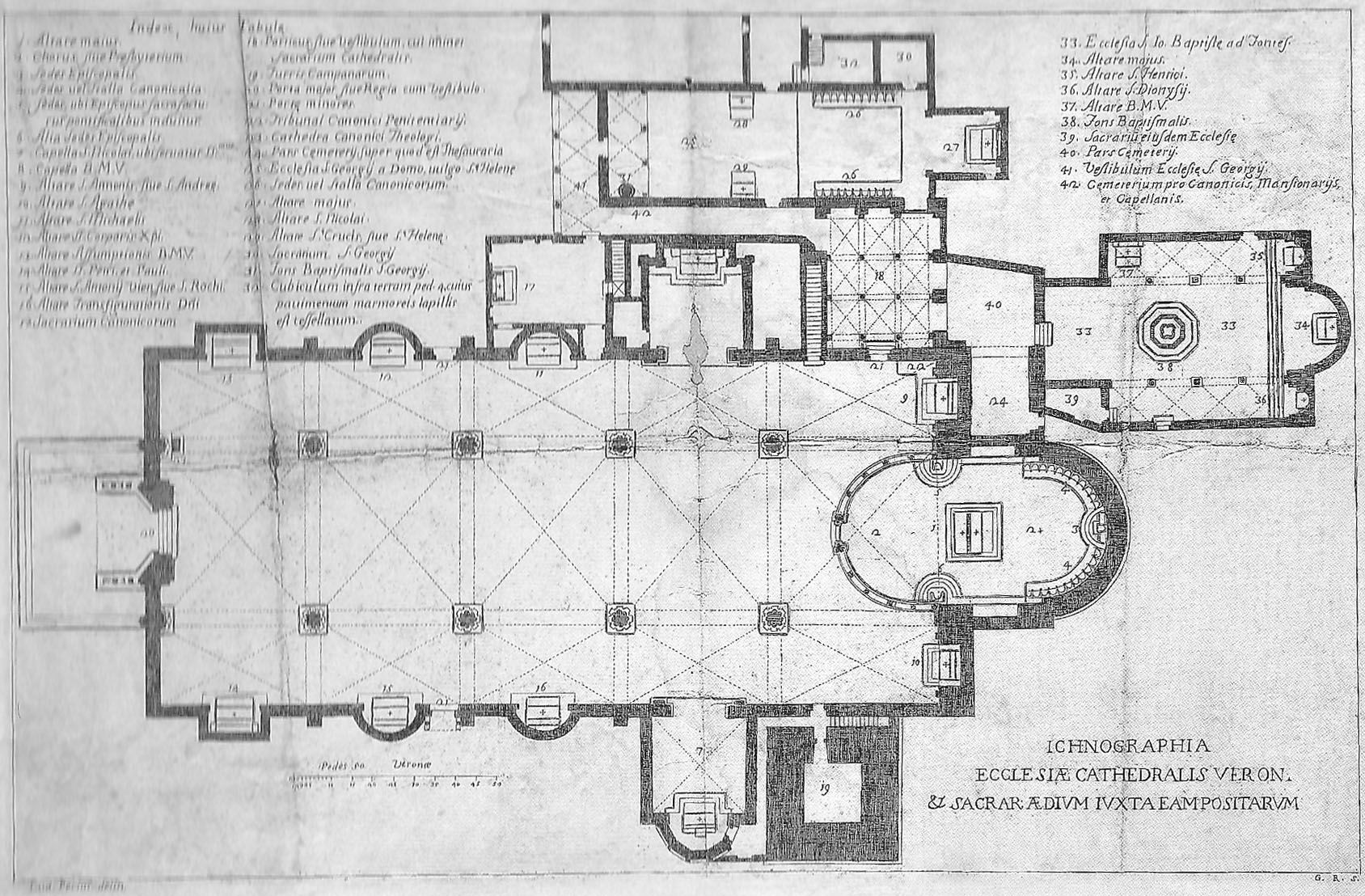
Disegno del XVIII secolo rappresentante il complesso della Cattedrale: in basso il Duomo di Verona, in alto la chiesa di Sant'Elena e a destra il battistero di San Giovanni in Fonte, messi in comunicazione dal portico di Santa Maria Matricolare, al centro

Il portico doveva quindi essere un luogo di connessione tra queste due aree, non solo dal punto di vista architettonico ma anche da quello liturgico; tuttavia nel tempo si sono perse le precise motivazioni liturgiche che portarono alla realizzazione della struttura, nonostante debba esistere una specifica logica nella sua esistenza, vista la sua posizione tra i tre più importanti edifici religiosi della zona e la particolare attenzione riservata alla decorazione scultorea. Sicuramente è accertato, grazie a un documento rinvenuto nella biblioteca capitolare, come vi fosse uno stretto legame tra tutti questi spazi, per cui il portico fu protagonista del passaggio di numerose processioni e trasferimenti giornalieri tra questi vari edifici: questa potrebbe quindi essere la motivazione che spinse alla realizzazione di questa struttura di servizio, che permise di vivere i diversi edifici come fossero un unico organismo.
La singolare struttura porticata, infatti, permetteva di avere un percorso coperto e diretto tra i presbiteri della chiesa di Sant'Elena e del Duomo, inoltre le arcate orientali si aprivano verso il battistero di San Giovanni in Fonte, la cui facciata si trova a pochi metri di distanza, e il palazzo del Vescovado, mentre le arcate occidentali immettevano ad un passaggio che portava verso le facciate delle prime due chiese (Duomo e Sant'Elena) e al chiostro canonicale.
Diverse trasformazioni occorse nei secoli hanno portato ad una situazione attuale differente rispetto a quella medievale appena descritta. La parte occidentale del porticato, infatti, è stato parzialmente occluso dalla realizzazione, intorno al 1440, della cappella della Madonna del Popolo, emergente rispetto al corpo dell'edificio del duomo, oltre che dalla nuova sagrestia dello stesso, realizzata nel 1625; nel lato orientale, invece, sono rimaste aperte solo due arcate che permettono l'accesso al battistero, in quanto quella che permetteva di proseguire verso il palazzo Vescovile è stata chiusa da un ambiente di servizio.

## Descrizione

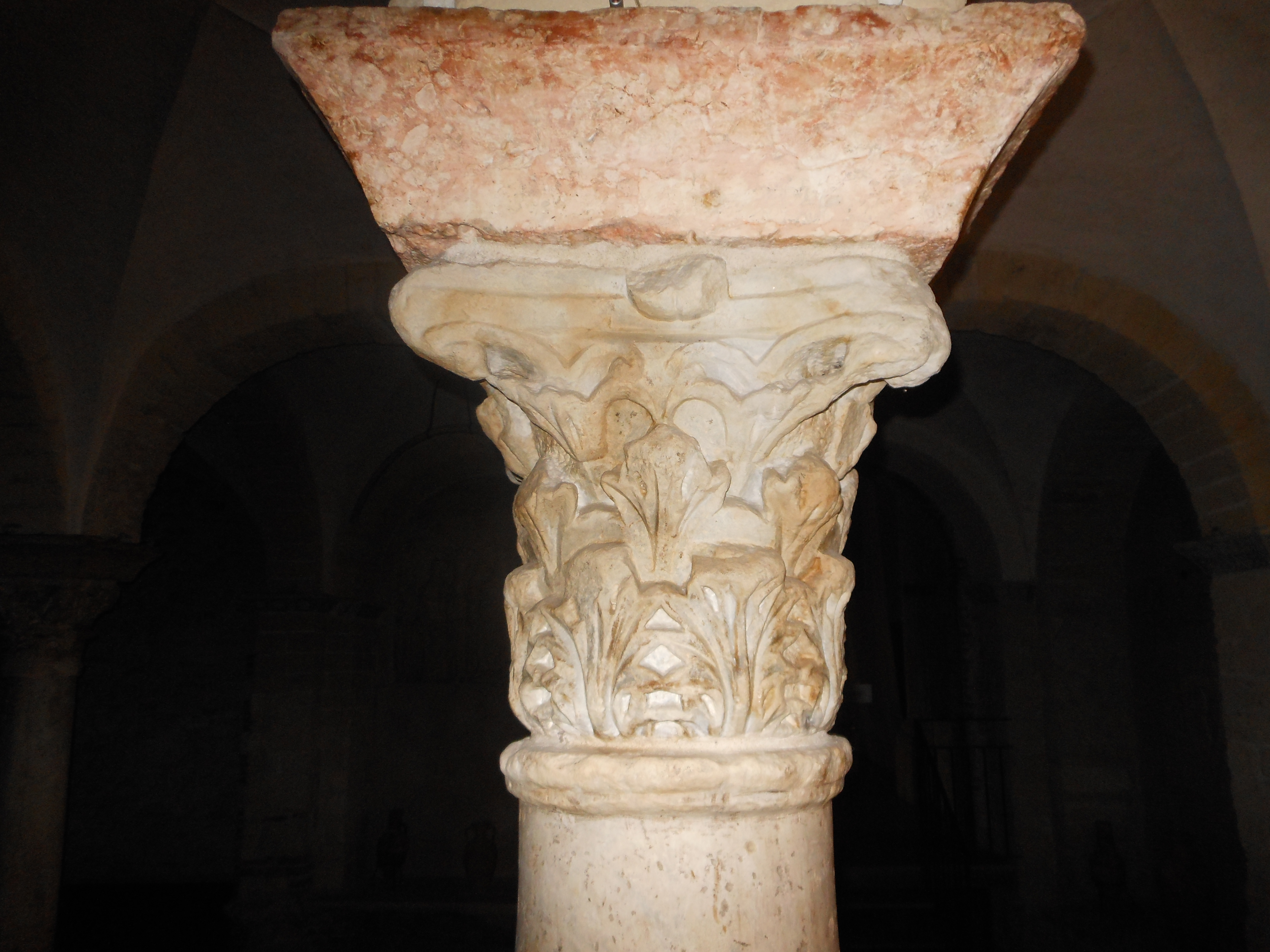
Dettaglio di un capitello, sormontato da un pulvino

Il piano terra della struttura misura 10,80 metri per 10,20 metri di profondità, ed è caratterizzato al centro da tre coppie di colonne, alle quali corrispondono possenti pilastri situati lungo il perimetro della struttura. Tutti questi elementi sono collegati tra di loro da arconi a tutto sesto su cui si impostano le volte a crociera che coprono lo spazio. Il piano superiore, adibito a sagrestia dei cappellani, è invece un unico grande ambiente voltato, che all'esterno si eleva in altezza oltre il colmo del tetto dell'adiacente chiesa di Sant'Elena.